# Goleama Brestnița, Loveci
Goleama Brestnița (în bulgară Голяма Брестница) este un sat în comuna Iablanița, regiunea Loveci,  Bulgaria. 

## Demografie
Componența etnică a satului Goleama Brestnița
     Romi (9,03%)
     Bulgari (74,83%)
     Nicio identificare (16,12%)
     Altele (0%)
La recensământul din 2011, populația satului Goleama Brestnița era de 155 locuitori. Din punct de vedere etnic, majoritatea locuitorilor (74,83%) erau bulgari, cu o minoritate de romi (9,03%). Pentru 16,12% din locuitori nu este cunoscută apartenența etnică.